# Gøril Kringen

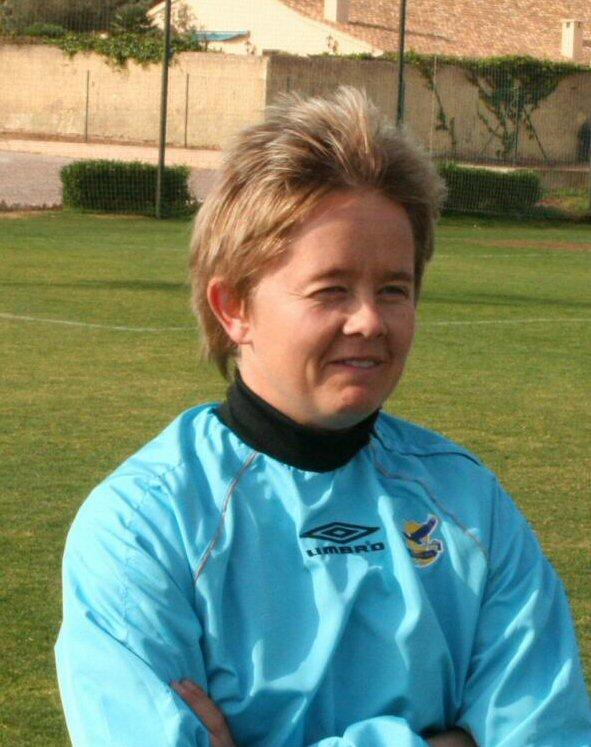
Gøril Kringen (2007)

Gøril Kringen (* 28. Januar 1972) ist eine ehemalige norwegische Fußballspielerin. Nach dem Ende ihrer aktiven Laufbahn arbeitete sie als Trainerin und Funktionärin.

## Sportlicher Werdegang
Kringen spielte in ihrer aktiven Laufbahn zwischen 1990 und 2005 ausschließlich für Trondheims-Ørn SK. Mit dem Klub, für den sie insgesamt über 500 Spiele bestritt, gewann die Abwehrspielerin dabei siebenmal den Meistertitel sowie achtmal den Landespokal.
Dabei avancierte sie im Sommer 1995 zur Nationalspielerin, wurde aber bei der kurz darauf anstehenden WM-Endrunde 1995, bei der Norwegen den Titel gewann, nicht im Kader berücksichtigt. Sie nahm mit der Auswahlmannschaft an der Europameisterschaft 1997 und der Weltmeisterschaft 1999 teil, bei der sie den vierten Platz belegte. Beim Fußballturnier der Olympischen Sommerspiele 2000 gewann sie die Goldmedaille, beim 3:2-Finaliseg nach Verlängerung über die US-Auswahl bildete sie an der Seite von Brit Sandaune, Gro Espeseth und Silje Jørgensen die Vierer-Abwehrkette. Als Mannschaftskapitänin führte sie die norwegische Auswahl durch die EM-Endrunde 2001, wo sie im Halbfinale am späteren Titelträger Deutschland scheiterte. Nach 72 Länderspielen beendete sie anschließend ihre Nationalmannschaftskarriere.
Nach dem Ende der aktiven Laufbahn wechselte Kringen 2006 bei Trondheims-Ørn SK auf die Trainerbank, 2010 erreichte sie das Pokalfinale, das gegen Røa IL verloren ging. 2012 wurde sie Trainerassistentin bei Ranheim Fotball und war damit die erste Frau im norwegischen Profifußball, die eine Männermannschaft trainierte. Im Mai 2013 wurde Kringen vom Norges Fotballforbund zur Leiterin für den Frauenfußball ernannt.